# Trochaclis
Trochaclis là một chi ốc biển, là động vật thân mềm chân bụng sống ở biểns trong họ Trochaclididae.

## Các loài
Các loài trong chi Trochaclis gồm có:
- Trochaclis antarctica Thiele, 1912[2]
- Trochaclis attenuata Marshall, 1995
- † Trochaclis atypica (Laws, 1939)
- † Trochaclis bucina (Laws, 1941)
- Trochaclis calva Marshall, 1995
- Trochaclis carinata Hoffman, Gofas & Freiwald, 2020
- Trochaclis cristata Marshall, 1995
- Trochaclis elata Marshall, 1995
- Trochaclis fortis Hoffman, Gofas & Freiwald, 2020
- † Trochaclis isabellae Tabanelli, Bongiardino & Scarponi, 2017
- Trochaclis islandica Warén, 1989[3]
- † Trochaclis kaiparica B. A. Marshall, 1995
- † Trochaclis morningtonensis B. A. Marshall, 1995
- Trochaclis platoensis Hoffman, Gofas & Freiwald, 2020
- Trochaclis regalis Marshall, 1995
- Trochaclis versiliensis Warén, Carrozza & Rocchini in Warén, 1992[4]

Đồng nghĩa
- Trochaclis islandicus Warén, 1989: synonym of Trochaclis islandica Warén, 1989